# Montmacq
Montmacq est une commune française située dans le département de l'Oise en région Hauts-de-France.

## Géographie

### Localisation
Montmacq est un village picard du Noyonnais situé entre la rivière l'Oise et la forêt de Laigue au nord, est, en continuité urbaine avec Thourotte, commune avec laquelle elle est reliée par un pont.
Elle se trouve à 9 km à vol d'oiseau au nord-est de Compiègne et à 13 km au sud-ouest de Noyon
La commune fait partie de l'aire d'attraction de Compiègne, de son unité urbaine et de sa zone d'emploi, ainsi que du bassin de vie de Thourotte.

### Communes limitrophes
Les communes limitrophes sont Cambronne-lès-Ribécourt, Pimprez, Le Plessis-Brion, Ribécourt-Dreslincourt, Saint-Léger-aux-Bois et Thourotte.

### Géologie et relief
La superficie de la commune est de 7,25 km2 ; son altitude varie de 32  à   42 mètres.

### Hydrographie

#### Réseau hydrographique

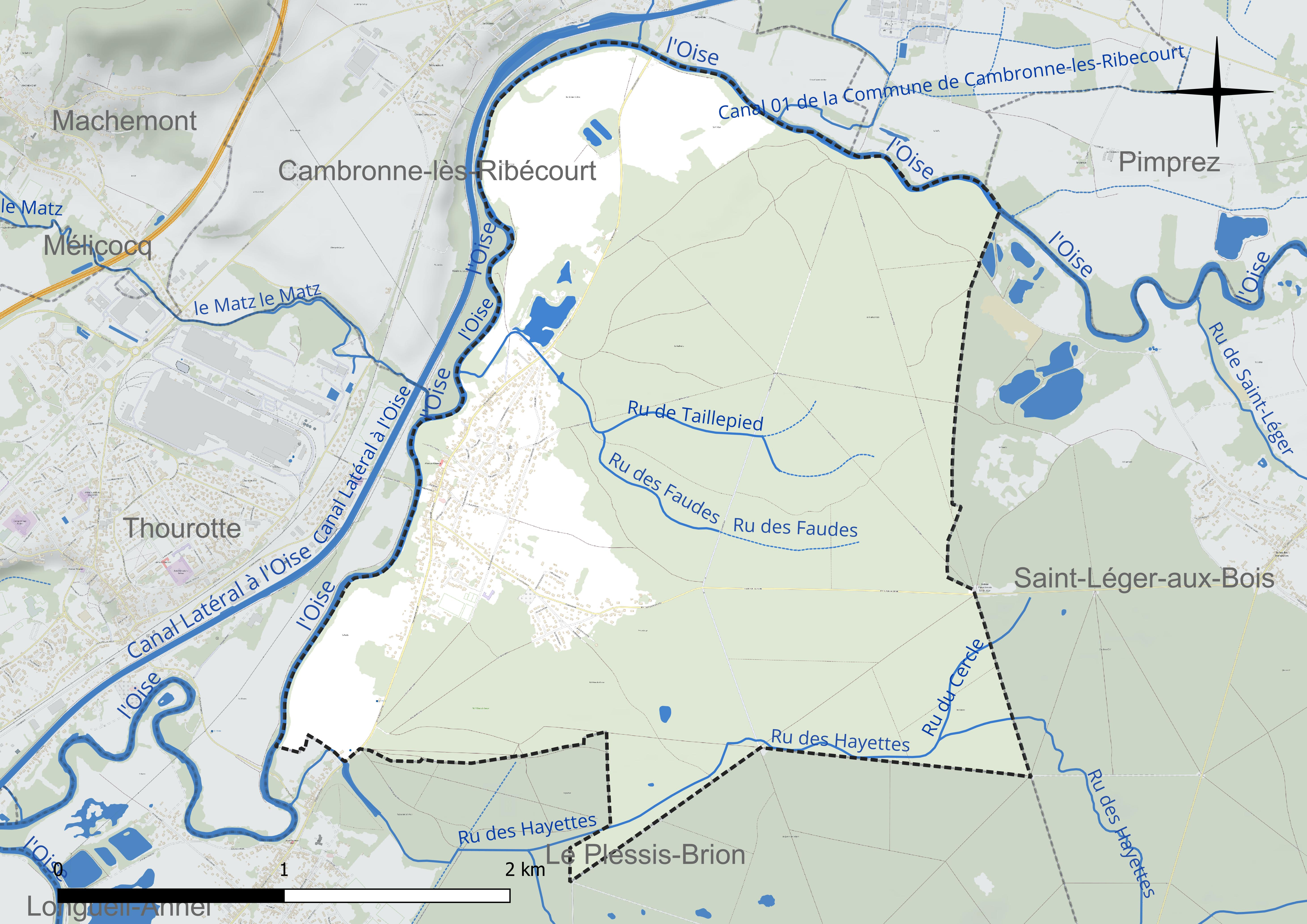
Réseau hydrographique de Montmacq.

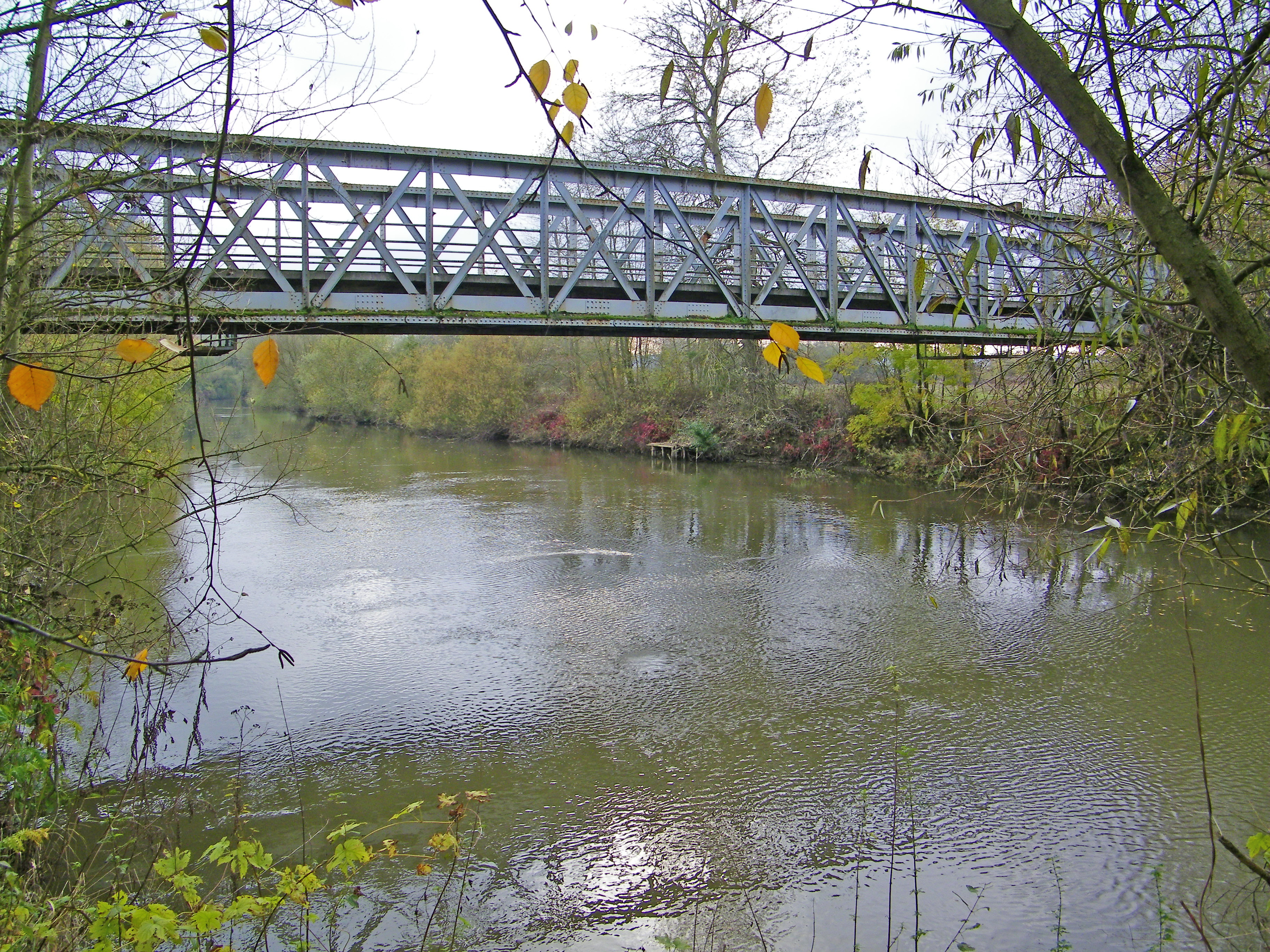
Le pont de Montmacq qui enjambe la vieille Oise.

La commune est située dans le bassin Seine-Normandie.
Elle est drainée par l'Oise, appelée localement « Vieille Oise » et non navigable, le Canal latéral à l'Oise, le ru des Hayettes, le canal 01 de la commune de Cambronne-les-Ribecourt, le ru de Taillepied, le ru des Faudes et un autre petit cours d'eau,.
L'Oise prend sa source en Belgique, à 309 mètres d'altitude, dans l'ancienne commune de Forges et se jette dans la Seine à 20 mètres d'altitude, au Pointil en rive droite et en aval du centre de Conflans-Sainte-Honorine dans le département des Yvelines. D'une longueur 341 kilomètres, elle est presque entièrement navigable et bordée de canaux sur 104 kilomètres.
Le Canal latéral à l'Oise est un canal de gabarit Freycinet qui dessert l’est de la Picardie. D'une longueur de 34 km, il connecte le canal de Saint-Quentin (depuis Chauny) à l'Oise canalisée à hauteur de Janville.
Par ailleurs, le futur Canal Seine-Nord Europe, dont le chantier a été lancé en 2022, passe dans la commune et a nécessité la construction d'un pont long de 105 m sur cet ouvrage, encadré d'un nouveau pont sur le Canal latéral à l'Oise et d'un pont sur l'Oise. À cette occasion, le lit de l'Oise a été déplacé de septembre 2022 à novembre 2024 sur quatre kilomètres entre Montmacq et Ribécourt et se situe désormais de 100 à 500 mètres plus à l’est. Ce nouveau lit, profond de quatre mètres, a quarante mètres de largeur et conserve le linéaire d’écoulement initial de l’Oise.

#### Gestion et qualité des eaux
Le territoire communal est couvert par le schéma d'aménagement et de gestion des eaux (SAGE) « Sensée ». Ce document de planification concerne un territoire de 1 013 km2 de superficie, délimité par le bassin versant de l'Oise moyenne. Le périmètre a été arrêté le 24 avril 2017 et le SAGE est, en 2024, encore en élaboration. La structure porteuse de l'élaboration et de la mise en œuvre est le syndicat mixte du SAGE Oise-Moyenne (SMOM).
La qualité des cours d'eau peut être consultée sur un site dédié géré par les agences de l'eau et l'Agence française pour la biodiversité.

### Climat
Pour des articles plus généraux, voir Climat des Hauts-de-France et Climat de l'Oise.
En 2010, le climat de la commune est de type climat océanique dégradé des plaines du Centre et du Nord, selon une étude du CNRS s'appuyant sur une série de données couvrant la période 1971-2000. En 2020, Météo-France publie une typologie des climats de la France métropolitaine dans laquelle la commune est dans une zone de transition entre le climat océanique et le climat océanique altéré et est dans la région climatique Nord-est du bassin Parisien, caractérisée par un ensoleillement médiocre, une pluviométrie moyenne régulièrement répartie au cours de l'année et un hiver froid (3 °C).
Pour la période 1971-2000, la température annuelle moyenne est de 10,5 °C, avec une amplitude thermique annuelle de 14,8 °C. Le cumul annuel moyen de précipitations est de 666 mm, avec 11,4 jours de précipitations en janvier et 8,2 jours en juillet. Pour la période 1991-2020, la température moyenne annuelle observée sur la station météorologique la plus proche, située sur la commune de Margny-lès-Compiègne à 8 km à vol d'oiseau, est de 11,2 °C et le cumul annuel moyen de précipitations est de 633,5 mm,. Pour l'avenir, les paramètres climatiques de la commune estimés pour 2050 selon différents scénarios d'émission de gaz à effet de serre sont consultables sur un site dédié publié par Météo-France en novembre 2022.

### Milieux naturels et biodiversité
Les trois quarts du territoire communal sont constitués par la forêt de Laigue.

## Urbanisme

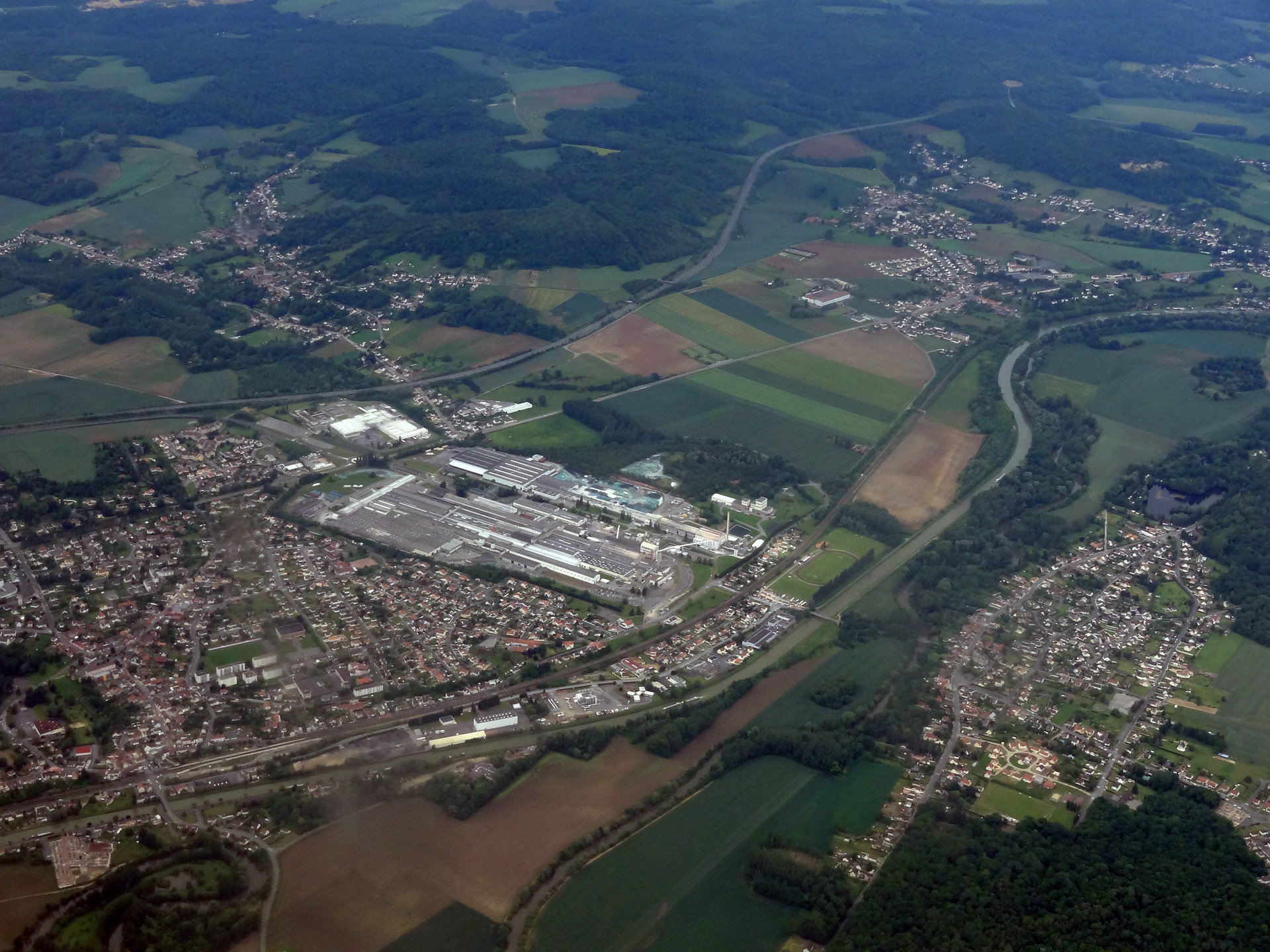
Photographie aérienne de Thourotte, à gauche, et de Montmacq, à droite (2014).

### Typologie
Au 1er janvier 2024, Montmacq est catégorisée ceinture urbaine, selon la nouvelle grille communale de densité à sept niveaux définie par l'Insee en 2022.
Elle appartient à l'unité urbaine de Compiègne, une agglomération intra-départementale regroupant quatorze  communes, dont elle est une commune de la banlieue,,.
Par ailleurs la commune fait partie de l'aire d'attraction de Compiègne, dont elle est une commune de la couronne,. Cette aire, qui regroupe 101 communes, est catégorisée dans les aires de 50 000 à moins de 200 000 habitants,.

### Occupation des sols

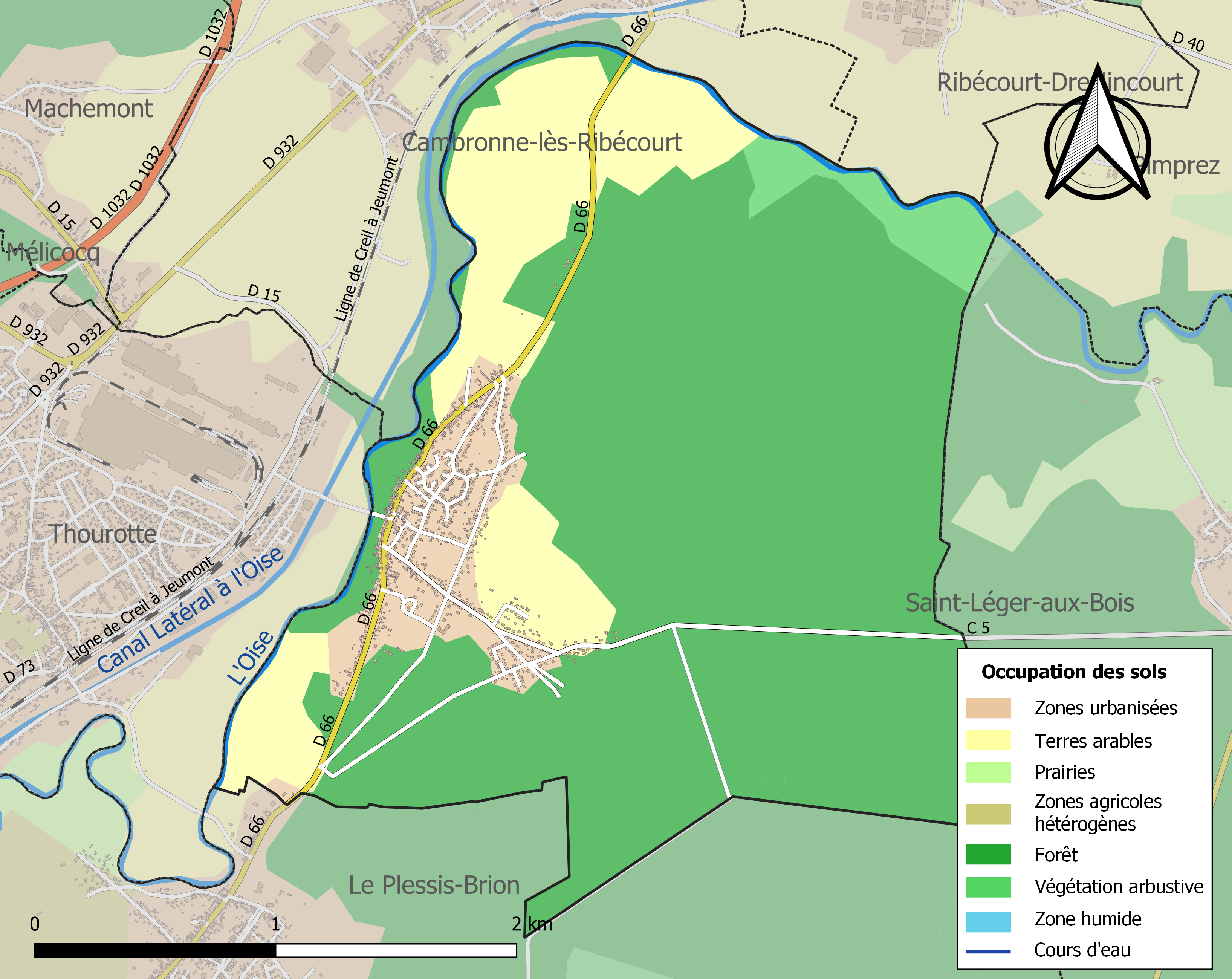
Carte des infrastructures et de l'occupation des sols de la commune en 2018 (CLC).

L'occupation des sols de la commune, telle qu'elle ressort de la base de données européenne d'occupation biophysique des sols Corine Land Cover (CLC), est marquée par l'importance des forêts et milieux semi-naturels (74,8 % en 2018), une proportion identique à celle de 1990 (74,8 %).
La répartition détaillée en 2018 est la suivante : forêts (72,1 %), terres arables (17,3 %), zones urbanisées (7,8 %), milieux à végétation arbustive et/ou herbacée (2,7 %).
L'évolution de l'occupation des sols de la commune et de ses infrastructures peut être observée sur les différentes représentations cartographiques du territoire : la carte de Cassini (XVIIIe siècle), la carte d'état-major (1820-1866) et les cartes ou photos aériennes de l'IGN pour la période actuelle (1950 à aujourd'hui).

### Habitat et logement
En 2021, le nombre total de logements dans la commune était de 534, alors qu'il était de 505 en 2016 et de 481 en 2011.
Parmi ces logements, 92,6 % étaient des résidences principales, 1,3 % des résidences secondaires et 6,1 % des logements vacants. Ces logements étaient pour 98,3 % d'entre eux des maisons individuelles et pour 1,7 % des appartements.
Le tableau ci-dessous présente la typologie des logements à Montmacq en 2021 en comparaison avec celle de l'Oise et de la France entière. Une caractéristique marquante du parc de logements est ainsi la faible proportion des résidences secondaires et logements occasionnels (1,3 %) par rapport au département (2,4 %) et à la France entière (9,7 %).
| Typologie                                               | Montmacq | Oise | France entière |
| ------------------------------------------------------- | -------- | ---- | -------------- |
| Résidences principales (en %)                           | 92,6     | 90,5 | 82,2           |
| Résidences secondaires et logements occasionnels (en %) | 1,3      | 2,4  | 9,7            |
| Logements vacants (en %)                                | 6,1      | 7    | 8,1            |

### Voies de communication et transports
Montmacq se situe au milieu de l'axe Compiègne/Noyon. Elle est traversée par la route départementale 66 qui assure une liaison aisée à Compiègne et à Noyon
La commune fait office de carrefour routier entre les communes de Ribécourt, Thourotte, Le Plessis-Brion et Saint-Léger-aux-Bois.
La commune est desservie, en 2023, par les lignes 665, 6306, 6321 et 6334 du réseau interurbain de l'Oise.
La station de chemin de fer la plus proche est la gare de Thourotte, située sur la rive opposée de l'Oise et desservie par les trains TER Hauts-de-France (relation de Paris-Nord à Saint-Quentin).

### Risques naturels et technologiques
La commune est exposée à un risque important d'inondation par l'Oise, notamment en 1993 et 1995, après lesquelles des pompes de relevage ont été installées sans pour autant supprimer ces événements, comme en 2025,.

## Toponymie
Le nom de la localité est attesté sous les formes ad Mamaccas villam publicam (690) ; Mamacas in palatio nostro (710) ; Mamaccis ad Isaram supra Compendium (710) ; in Mamaccis (877) ; de villa Mammacas (vers 917) ; Momacum (1150) ; Mamacca in agro Noviomense supra Copendium (XIIe) ; ad nemus de Momaques (1200) ; Mommaches (1207) ; Montmacques (1233) ; Mommaques (1259) ; ad portam de Mommakes (1263) ; Azo de Monmaques (vers 1269) ; au port de Mommac (1284) ; au port de Mommakes (1284) ; Mons magi (XIIIe) ; Montmacqs (XIIIe) ; Johan de Monmasques (XIIIe) ; Monmaqs (XIIIe) ; Montmaques (1304) ; Montmacque (1308) ; Monmaques (1308) ; Huon de Mommakes (1311) ; ante navem de Montmaquez (1332) ; Monmaques (1402) ; Maumacques sur Oise (vers 1430) ; Monmarques (1550) ; Montmaque (1551) ; Maumagues (1560) ; Montmacq (1620) ; Maumacque (1667).

## Histoire
Selon l'Encyclopédie de Diderot, « MAUMAQUES, (Géog.) village du diocèse de Soissons, situé entre Compiègne & Noyon, dans la plaine un peu au-delà de Choisy-sur-Aine. Les premiers rois de France y avoient un palais, & dom Germain semble être très-fondé à appliquer à ce lieu tout ce qu'on lit de l'ancien Mamacas, ou Mamaccas. La forêt de Lezque, en latin Lisica, mal nommée de Laigle, est tout proche Maumaques ; ce qui en rendoit le séjour agréable à nos rois[source insuffisante] ».

### Antiquité
Un fossé gallo-romain a été découvert au lieu-dit La Croix noire, révélant une occupation humaine du lieu à cette époque.

### Moyen Âge
Les origines de Montmacq remontent à une maison de chasse (ou palatium) des rois francs tels que Childebert ou Dagobert, qui se trouvait sans doute sur les bords de l’Oise, entre Montmacq et Le Plessis-Brion, endroit où ont été trouvées des tuiles romaine, et qui aurait été détruit lors des invasions normandes au IXe siècle. De nombreuses structures mérovingiennes et carolingiennes tardives ont été découvertes après un diagnostic archéologiques mené en 2012 ont confirmé l'occupation médiavale du lieu.
Après la destruction de ce palatiurn, une motte est élevée près de la forêt, au lieu dit Manoir-de-la-Motte, situé au sud de la commune.
Emile Coët indiquait en 1886 que « À la Mi-Voie, existait encore un manoir seigneurial entièrement détruit. Son nom lui venait de sa situation à mi-chemin, entre Compiègne et Noyon, sur la voie qui suivait jusqu'au Bac-à-Berry, la rive gauche de l'Oise, puis qui prenait la droite de cette rivière, pour gagner Ribécourt et Chiry, jusqu'au pied du Mont-Renaud. Les seigneurs de la Mi-Voie abandonnèrent ce manoir pour se fixer à Jouy-Aizy, près de Vailly ».
La seigneurie relevait du comté de Senlis

### Époque contemporaine
En 1839, Louis Graves signale l'existence d'un bac pour traverser l'Oise avant la construction du pont. À cette époque, la population est constituée de bûcherons, de flotteurs de bois et de chanvriers.

#### Première Guerre mondiale
En 1916, le château et ses dépendances servent de casernement à unité d'artillerie britannique de la Royal Field Artillery. Le photographe Édouard Brissy en a fait un reportage durant la seconde quinzaine de ce mois,.
La partie sud du village est considérée comme détruite à la fin de la Première Guerre mondiale et la commune a  été décorée de la Croix de guerre 1914-1918, le 21 février 1921.

Montmacq durant la Première Guerre mondiale
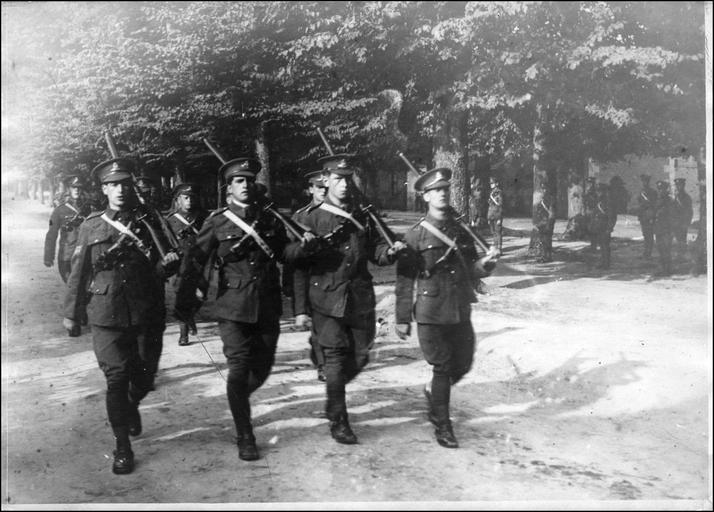
Édouard Brissy : Défilé de soldats anglais (août 1916).
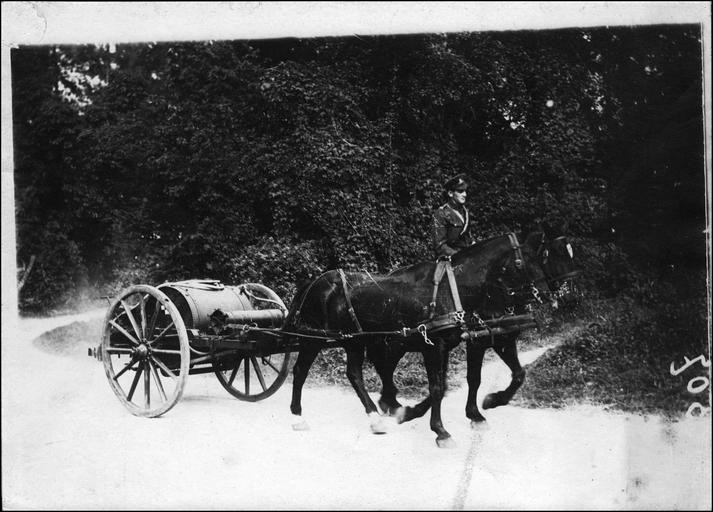
Édouard Brissy : La voiture à eau britannique dans le parc du château(5 août 1916).

## Politique et administration

### Rattachements administratifs et électoraux

#### Rattachements administratifs
La commune se trouve dans l'arrondissement de Compiègne du département de l'Oise.
Elle faisait partie depuis 1801 du canton de Ribécourt-Dreslincourt. Dans le cadre du redécoupage cantonal de 2014 en France, cette circonscription administrative territoriale a disparu, et le canton n'est plus qu'une circonscription électorale.

#### Rattachements électoraux
Pour les élections départementales, la commune fait partie depuis 2014 du canton de Thourotte.
Pour l'élection des députés, elle fait partie de la sixième circonscription de l'Oise.

### Intercommunalité
Montmacq est membre de la communauté de communes des Deux Vallées, un établissement public de coopération intercommunale (EPCI) à fiscalité propre créé en 1996 et auquel la commune a transféré un certain nombre de ses compétences, dans les conditions déterminées par le code général des collectivités territoriales.

### Liste des maires
| Période                                  | Période                       | Identité         | Étiquette | Qualité                                         |
| ---------------------------------------- | ----------------------------- | ---------------- | --------- | ----------------------------------------------- |
| Les données manquantes sont à compléter. |                               |                  |           |                                                 |
|                                          |                               |                  |           |                                                 |
| avant 1981                               |                               | Jeanne Guerlot   |           |                                                 |
|                                          |                               |                  |           |                                                 |
| mars 2001                                | mars 2008                     | Henri Schmidt    |           |                                                 |
| mars 2008                                | 2014                          | Christian Siméau | SE        |                                                 |
| 2014,                                    | En cours (au 31 octobre 2024) | Rémy Cuelle      |           | Employé retraité Réélu pour le mandat 2020-2026 |

## Équipements et services publics

### Enseignement
Le groupe scolaire de la commune est étendu en 2024 afin d'y accueillir la bibliothèque, la cantine et l’accueil périscolaire (créé en 2004).

## Population et société

### Démographie

#### Évolution démographique
L'évolution du nombre d'habitants est connue à travers les recensements de la population effectués dans la commune depuis 1793. Pour les communes de moins de 10 000 habitants, une enquête de recensement portant sur toute la population est réalisée tous les cinq ans, les populations de référence des années intermédiaires étant quant à elles estimées par interpolation ou extrapolation. Pour la commune, le premier recensement exhaustif entrant dans le cadre du nouveau dispositif a été réalisé en 2004.

En 2022, la commune comptait 1 159 habitants, en évolution de +9,34 % par rapport à 2016 (Oise : +0,87 %, France hors Mayotte : +2,11 %).
| 1793 | 1800 | 1806 | 1821 | 1831 | 1836 | 1841 | 1846 | 1851 |
| ---- | ---- | ---- | ---- | ---- | ---- | ---- | ---- | ---- |
| 219  | 241  | 279  | 245  | 299  | 313  | 322  | 331  | 327  |

| 1856 | 1861 | 1866 | 1872 | 1876 | 1881 | 1886 | 1891 | 1896 |
| ---- | ---- | ---- | ---- | ---- | ---- | ---- | ---- | ---- |
| 303  | 310  | 315  | 398  | 286  | 316  | 309  | 325  | 320  |

| 1901 | 1906 | 1911 | 1921 | 1926 | 1931 | 1936 | 1946 | 1954 |
| ---- | ---- | ---- | ---- | ---- | ---- | ---- | ---- | ---- |
| 315  | 340  | 293  | 310  | 344  | 354  | 313  | 333  | 344  |

| 1962 | 1968 | 1975 | 1982  | 1990  | 1999  | 2004  | 2006  | 2009  |
| ---- | ---- | ---- | ----- | ----- | ----- | ----- | ----- | ----- |
| 505  | 858  | 929  | 1 116 | 1 241 | 1 175 | 1 161 | 1 143 | 1 099 |

| 2014  | 2019  | 2022  | - | - | - | - | - | - |
| ----- | ----- | ----- | - | - | - | - | - | - |
| 1 056 | 1 126 | 1 159 | - | - | - | - | - | - |

#### Pyramide des âges
La population de la commune est relativement âgée.
En 2018, le taux de personnes d'un âge inférieur à 30 ans s'élève à 27,1 %, soit en dessous de la moyenne départementale (37,3 %). À l'inverse, le taux de personnes d'âge supérieur à 60 ans est de 34,2 % la même année, alors qu'il est de 22,8 % au niveau départemental.
En 2018, la commune comptait 555 hommes pour 549 femmes, soit un taux de 50,27 % d'hommes, légèrement supérieur au taux départemental (48,89 %).
Les pyramides des âges de la commune et du département s'établissent comme suit.
| Hommes | Classe d’âge | Femmes |
| ------ | ------------ | ------ |
| 1,2    | 90 ou +      | 0,7    |
| 8,5    | 75-89 ans    | 11,4   |
| 22,3   | 60-74 ans    | 24,3   |
| 21,2   | 45-59 ans    | 22,7   |
| 18,2   | 30-44 ans    | 15,4   |
| 12,9   | 15-29 ans    | 12,0   |
| 15,7   | 0-14 ans     | 13,6   |

| Hommes | Classe d’âge | Femmes |
| ------ | ------------ | ------ |
| 0,5    | 90 ou +      | 1,4    |
| 5,5    | 75-89 ans    | 7,6    |
| 15,6   | 60-74 ans    | 16,3   |
| 20,8   | 45-59 ans    | 20     |
| 19,4   | 30-44 ans    | 19,4   |
| 17,6   | 15-29 ans    | 16,2   |
| 20,6   | 0-14 ans     | 19,1   |

## Culture locale et patrimoine

### Lieux et monuments
- L'église Saint-Pierre, reconstruction à l'identique en 1923, après les destructions de la Première Guerre mondiale de l'édifice néogothique construit  en 1867/1868 et qui succédait à une église du XVIe siècle. Elle est remarquable par son clocher très élancé couronné d'une flèche en charpente et ardoises flanquée de quatre pyramides d’angles. La façade comprend un portail en saillie et surmonté d’un gable et d'une rose[50].

### Personnalités liées à la commune
- Emma Dobigny, pseudonyme de Marie Emma Thuilleux (1851-1925), modèle qui a posé pour des peintres célèbres tels Edgar Degas, Pierre Puvis de Chavannes et Jean-Baptiste Camille Corot, y est née.

## Pour approfondir